# Orazione nell'orto (Giovanni Bellini)
L'Orazione nell'orto è un dipinto, tempera su tavola (81x127 cm) di Giovanni Bellini, realizzato nel 1459 e conservato nella National Gallery di Londra

## Storia
Non si conoscono le circostanze della creazione del dipinto, che derivò da una composizione di Andrea Mantegna, della quale si conoscono due versioni: l'Orazione nell'orto della predella della Pala di San Zeno (1457-1459, oggi a Tours) e quella della National Gallery di Londra (1455 circa). A sua volta pare che il modello originario sia un disegno di Jacopo Bellini, contenuto nell'album di Londra.

## Descrizione e stile
Il dipinto raffigura Gesù inginocchiato in preghiera su uno sperone rialzato del monte degli Ulivi, che assomiglia a un altare, mentre sotto di lui stanno tre discepoli addormentati (Pietro, Giacomo e Giovanni). Gesù si rivolge in cielo a un angelo che gli appare reggendo il calice eucaristico, prefigurazione della Passione.
Rispetto al modello di Mantegna, l'opera di Bellini è tutta giocata sullo sviluppo coloristico e su toni più tenui e morbidi. Le rocce sono più levigate, il paesaggio si perde in dolci colline digradanti all'orizzonte, perdendo ogni artificiosità e attenendosi maggiormente al vero. La luce dell'aurora, che illuminando le nubi si fa strada nel lontano orizzonte, non è la sola fonte luminosa del dipinto: è presente un'altra calda luce dorata che investe dal dorso il Cristo. Sapiente è l'uso dei colori caldi per i primi piani e dei colori freddi per i piani successivi, che sfondano in lontananza lo spazio dipinto.

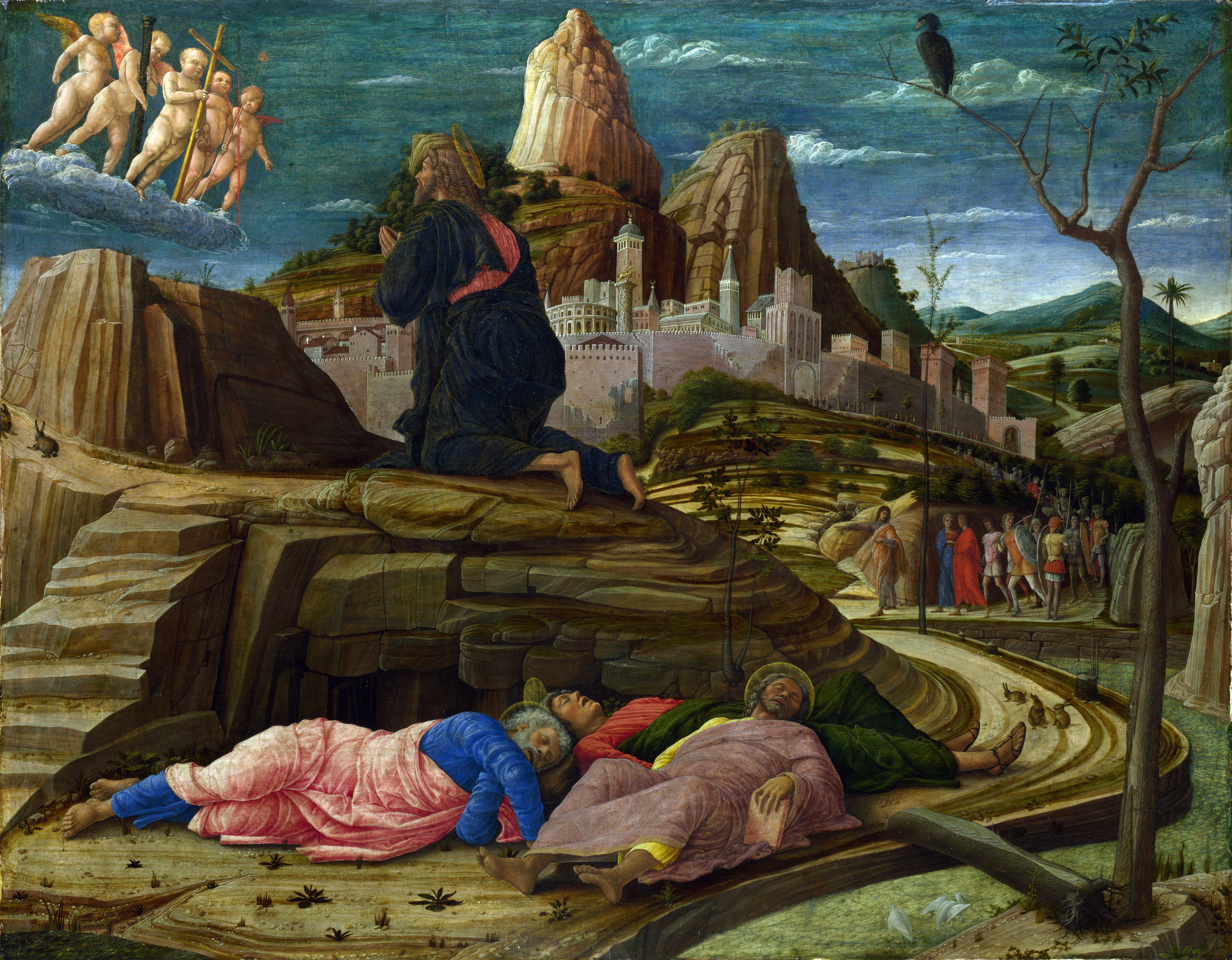
Orazione nell'orto (Mantegna Londra)
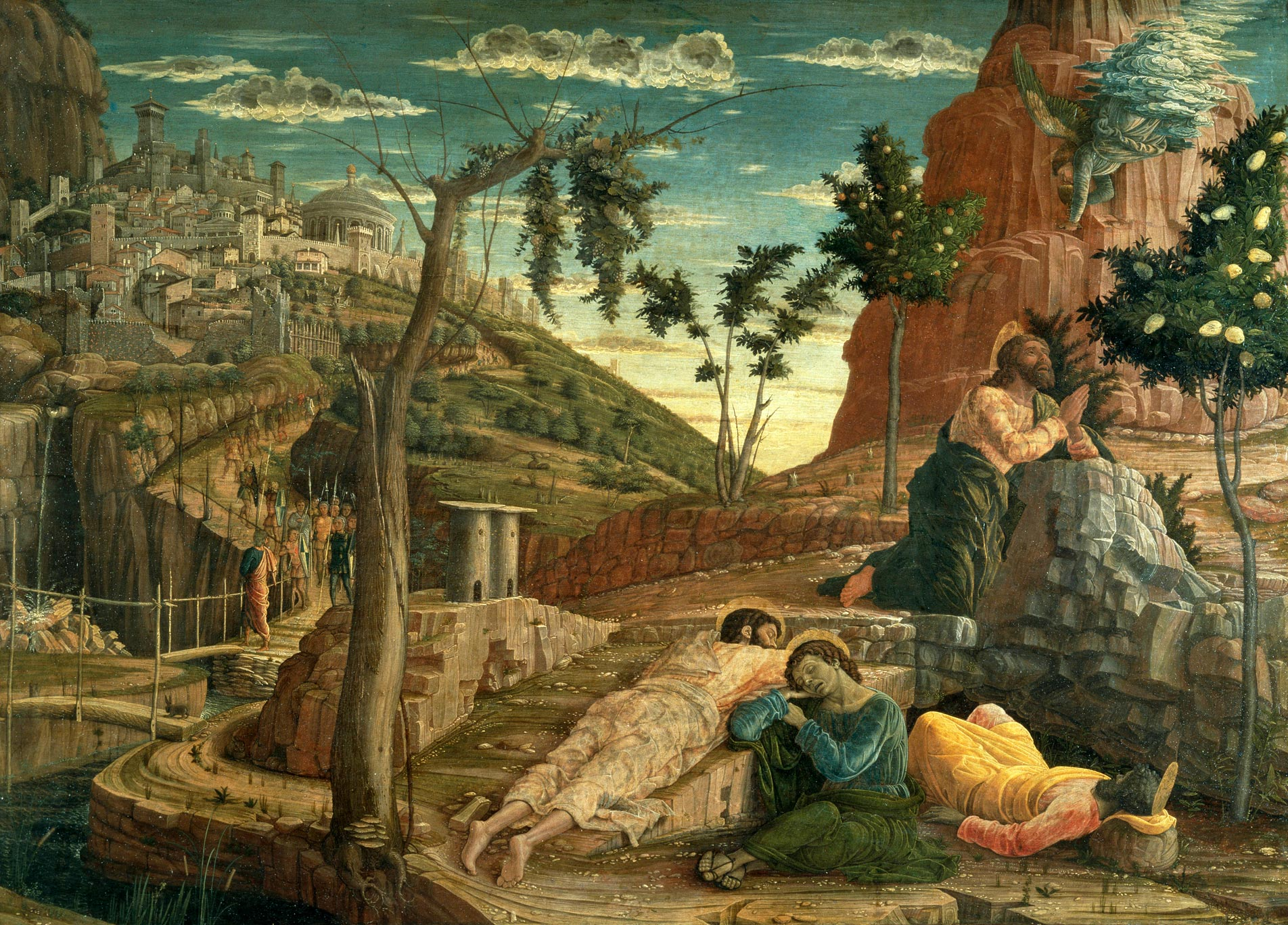
Orazione nell'orto (Mantegna Tours)